# Mystacidium capense
Mystacidium capense är en orkidéart som först beskrevs av Carl von Linné d.y., och fick sitt nu gällande namn av Rudolf Schlechter. Mystacidium capense ingår i släktet Mystacidium och familjen orkidéer. Inga underarter finns listade i Catalogue of Life.